# Розанный изменчивый пилильщик
Розанный изменчивый пилильщик (лат. Arge pagana) — вид перепончатокрылых из семейства Argidae.

## Распространение
Широко распространён на всей территории Палеарктического региона.

## Экология
Взрослые питаются нектаром и пыльцой пижмы обыкновенной (Tanacetum vulgare) и борщевика обыкновенного (Heracleum sphondylium). Личинки питаются листьями розы иглистой (Rosa acicularis).

## Подвиды
- Arge pagana pagana (Panzer, 1798)
- Arge pagana stephensii (Leach, 1817)

## Галерея

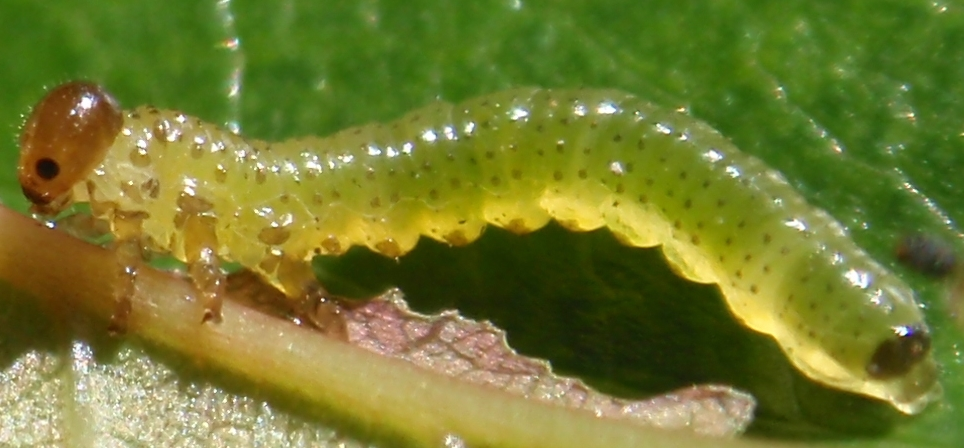
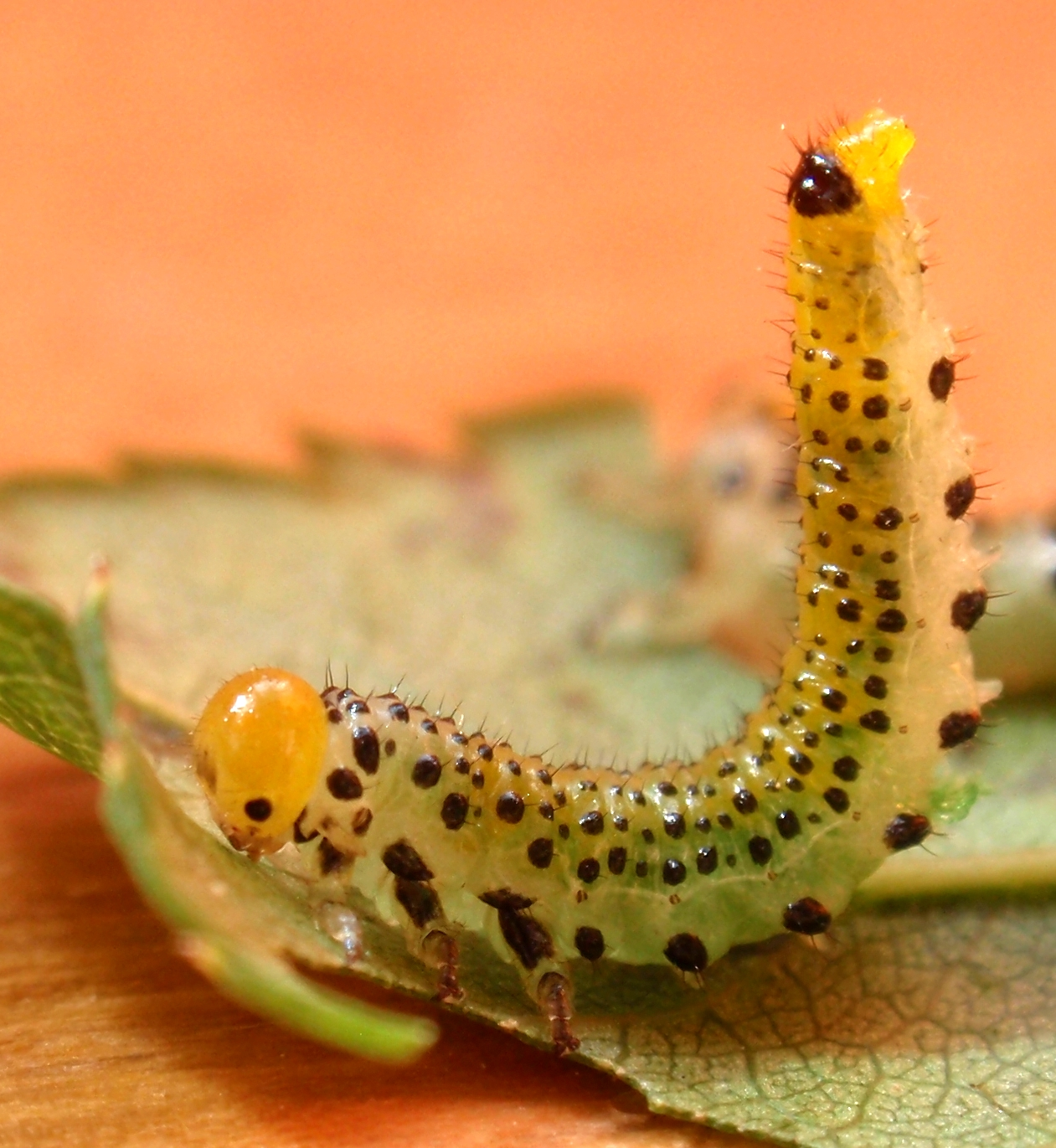
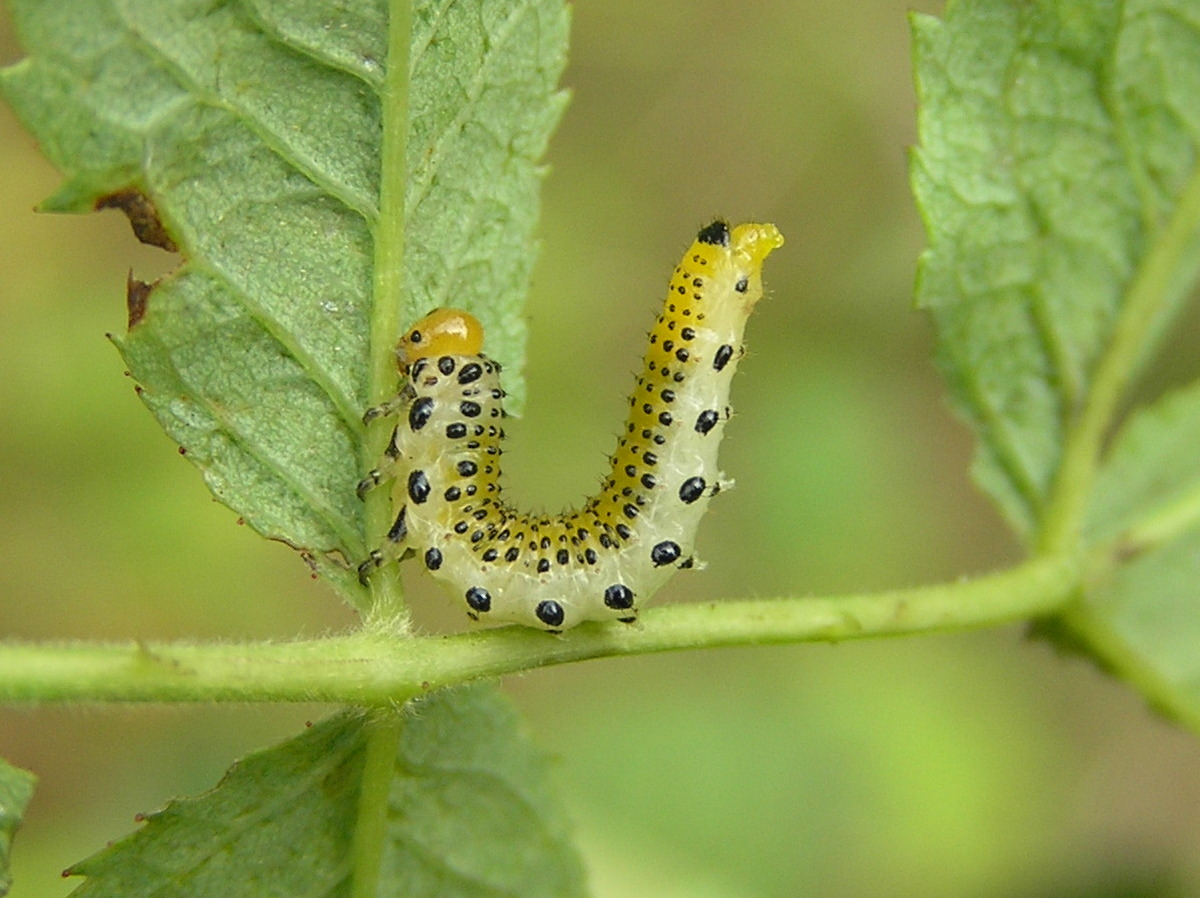